# Burglars at the Ball
Burglars at the Ball è un cortometraggio muto del 1907 diretto da Lewin Fitzhamon.

## Trama
Una banda di ladri viene disturbata. I malviventi, allora, si travestono e si uniscono ai ballerini di una sala da ballo.

## Produzione
Il film fu prodotto dalla Hepworth.

## Distribuzione
Distribuito dalla Hepworth, il film - un cortometraggio di 81 metri - uscì nelle sale cinematografiche britanniche nel gennaio 1907.
Si conoscono pochi dati del film che, prodotto dalla Hepworth, fu distrutto nel 1924 dallo stesso produttore, Cecil M. Hepworth. Fallito, in gravissime difficoltà finanziarie, il produttore pensò in questo modo di poter almeno recuperare il nitrato d'argento della pellicola.